# Posizione alle cinghie

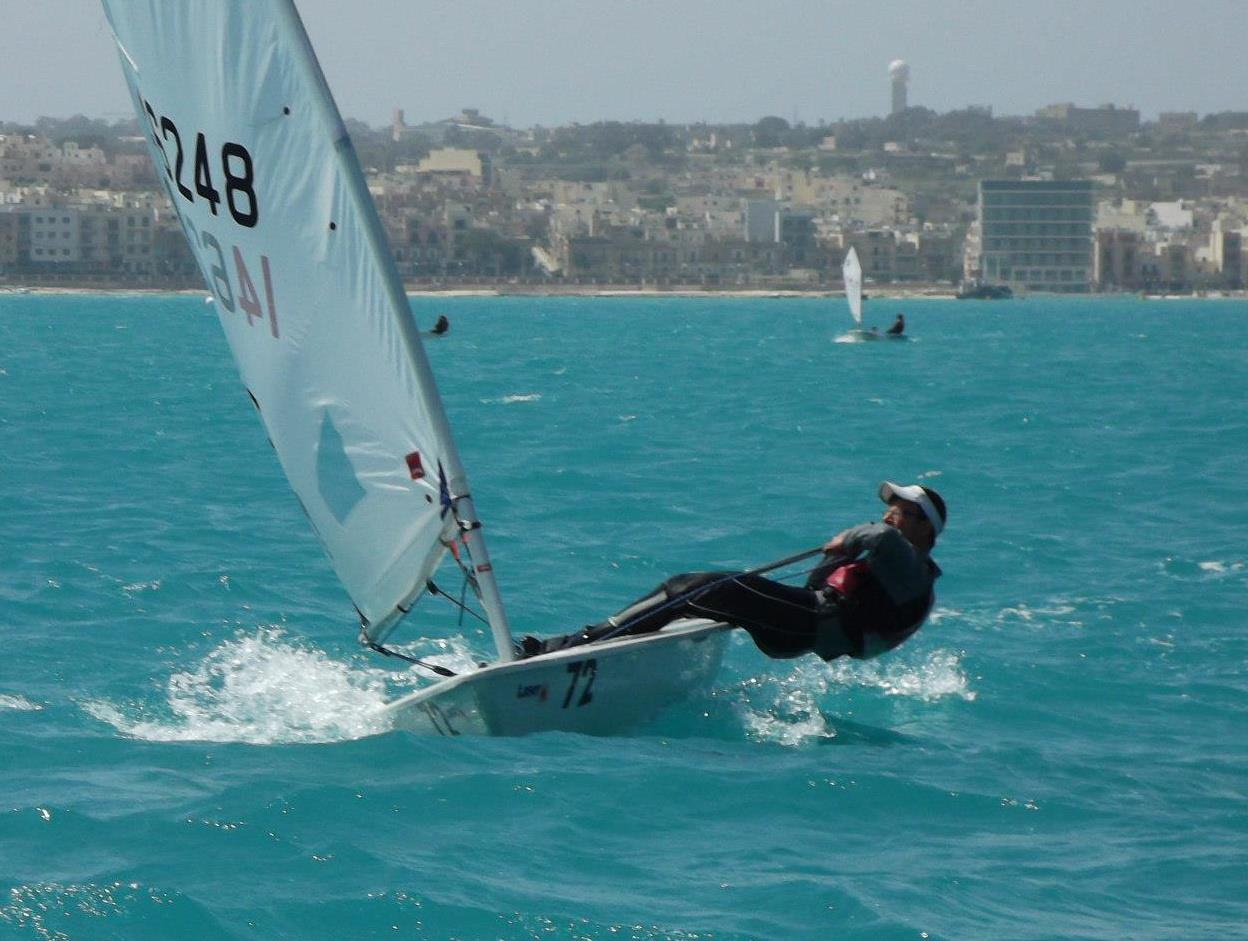
La posizione alle cinghie mantenuta su un Laser Radial.

Nel velismo, il raggiungimento della posizione alle cinghie, talvolta indicato con il verbo cinghiare o con l'espressione andare alle cinghie, è l'azione che porta allo spostamento del peso dell'equipaggio il più sopravento possibile al fine di diminuire l'estensione degli sbandamenti dell'imbarcazione aumentando il momento della forza che agisce sul centro di carena della barca, il quale si oppone al momento di sbandamento dovuto alla spinta del vento sulle vele.
Nella posizione alle cinghie, l'equipaggio si sporge quanto possibile oltre il bordo della barca non appena questa inizia a sbandare; in alcune imbarcazioni ciò si traduce semplicemente nel sedersi sul bordo della barca spingendo indietro la schiena mentre in altre i membri dell'equipaggio si spingono quasi completamente fuori bordo, per questo sono stati sviluppati strumenti, come ad esempio il trapezio, un cavo in acciaio, attaccato all'albero poco sopra l'attacco delle sartie, che arriva fino al bordo libero della barca e termina con una maniglia ed un gancio ad anello o a goccia, che permettono di assumere la posizione alle cinghie più efficace possibile e di mantenerla per il tempo voluto.
La posizione alle cinghie è caratteristica del velismo con catamarani e derive, dove il poco peso dell'imbarcazione rende più facile il capovolgimento o il ribaltamento della stessa ad opera del vento rendendo quindi necessario che l'equipaggio, o parte di esso, contrasti l'azione del vento andando alle cinghie o riducendo la superficie delle vele. Nelle imbarcazioni a chiglia la pesante chiglia fa sì che il capovolgimento dovuto alla sola azione del vento sia un evento piuttosto raro, ciò nonostante anche nelle regate di questo tipo di barche l'equipaggio può adottare la posizione alle cinghie per evitare sbandamenti e piegamenti sottovento non voluti, dato che più si mantiene la chiglia verticale nell'acqua, più questa è efficace nel far sì che la barca si muova in avanti e nell'evitare che si sposti lateralmente. Uno sbandamento sbagliato, inoltre, tende a deviare la barca dalla rotta, rendendo necessaria una correzione da parte del timoniere, il che aumenta a sua volta la resistenza aerodinamica.

## Equipaggiamenti per cinghiare

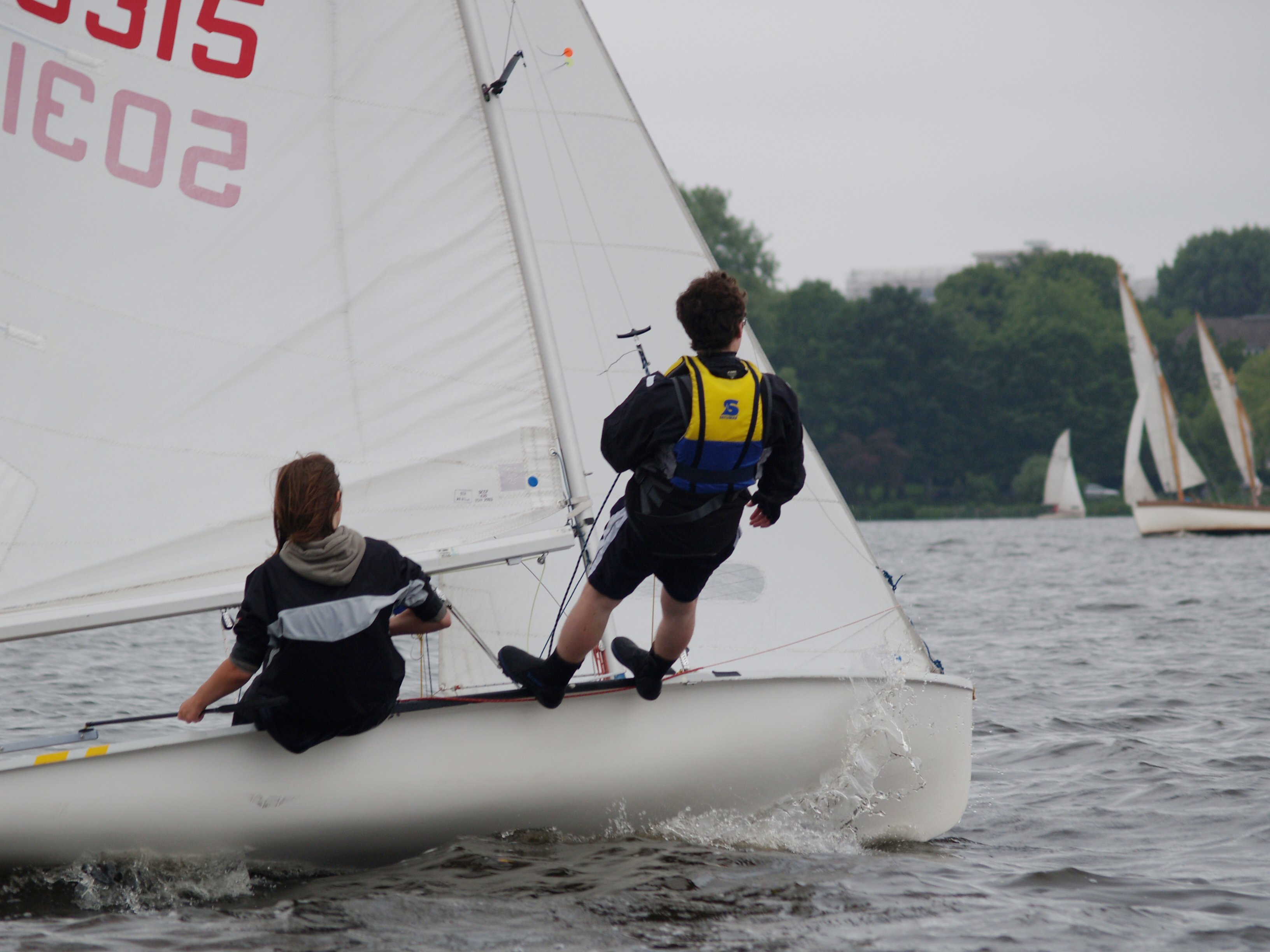
L'utilizzo del trapezio.

Molte imbarcazioni, specialmente quelle a deriva mobile, dette semplicemente "derive", sono dotate di equipaggiamenti atti a facilitare il raggiungimento e il mantenimento della posizione alle cinghie più efficace possibile.
Tra queste dotazioni, oltre al già citato trapezio, ci sono le cinghie da cui questa posizione prende il nome, ossia strisce di corda o tessuto plastico fissate al fondo della barca in cui il velista inserisce i piedi per poi appoggiarsi al bordo della barca, con la schiena rivolta sopravvento, e quindi piegarsi all'indietro. Esistono poi indumenti speciali che facilitano al velista il mantenimento della posizione alle cinghie, come ad esempio pantaloni dotati di cuscinetti o stecche rigide, e strumenti gli permettono di governare la barca anche cinghiando, come una prolunga snodabile per la barra del timone detta stick.

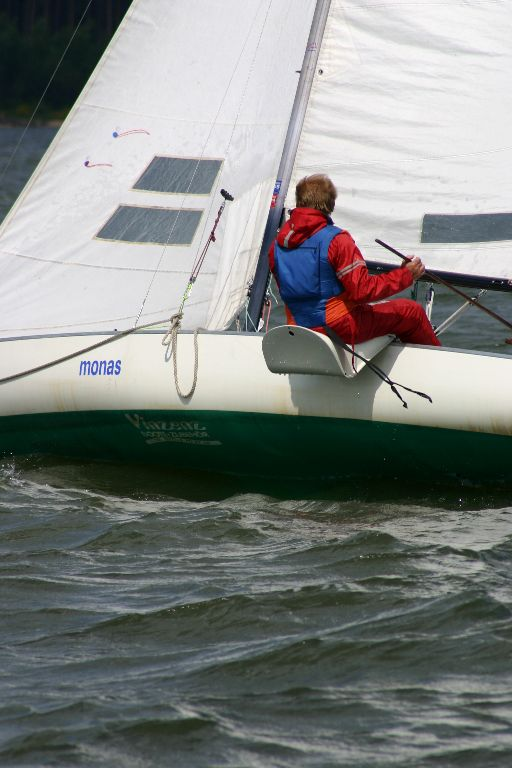
L'utilizzo di una tavola per cinghiare.

Su alcune imbarcazioni, come il Laser II, il timoniere utilizza cinghie mentre il prodiere utilizza un trapezio. Su schifi ad altre prestazioni, come il 49er, invece, sia il timoniere che il prodiere utilizzano il trapezio. Su altre ancora, e in particolar modo sulle canoe a vela, sono presenti delle tavole, lunghe anche decine di centimetri, agganciate perpendicolarmente allo scafo della barca e rivolte verso l'esterno; utilizzando queste tavole, che sono progettate appositamente per poter essere mosse da un lato all'altro della barca, l'equipaggio può spostarsi agevolmente ancora più sopravvento ogni volta che la barca sbanda troppo. Due classi veliche che usano queste tavole sono la VJ e la Skate.
Alcune barche a chiglia da regata sono dotate di draglie elastiche che corrono lungo i bordi dello scafo e che permettono all'equipaggio di reggersi così da potersi sporgere il più possibile. In diversi casi, le barche a chiglia regatano con un equipaggio più numeroso di quello che sarebbe strettamente indispensabile proprio per poter aumentare il proprio peso sopravento e mantenere la barca diritta. Alcune barche a chiglia ad alte prestazioni, come la Moore 30 e la Kiwi 35, hanno delle ali agganciate allo scafo atte a diminuire il dislocamento di quest'ultimo e aumentare l'efficacia della posizione alle cinghie.